# Objectors de Can Serra
Els objectors de Can Serra (l'Hospitalet de Llobregat) van ser el primer grup d'objectors de consciència que, l'any 1975, va manifestar col·lectivament el seu refús a fer el servei militar a l'estat espanyol. El grup va començar a fer un servei civil autogestionat en col·laboració amb les entitats veïnals del barri de Can Serra a l'Hospitalet de Llobregat. Posteriorment més objectors s'afegiran al grup alhora que es crearen grups en altres ciutats. Els objectors seran empresonats al Castell de Figueres sota jurisdicció militar, fins a beneficiar-se de la llei d'amnistia.

## El projecte de Can Serra
Els objectors de Can Serra, molts d'ells vinculats al cristianisme de base, seguien una línia d'objecció de consciència per raons ètiques i/o polítiques que havia iniciat Pepe Beúnza l'any 1971 i que els allunyava de les motivacions estrictament religioses i apolítiques dels Testimonis de Jehovà, els col·lectiu més nombrós d'objectors fins aquell moment. Pepe Beúnza comptava amb un grup de suport i després del ressò del seu Consell de Guerra tres persones més es declararan objectors: Víctor Boj, Jordi Agulló i Joan Guzmán. Els objectors eren empresonats, alliberats i tornats a cridar a files, en negar-s'hi tornaven a ser empresonats. Abans de ser tornat a empresonar Pepe Beúnza inicia un Servei Civil autogestionat al barri de Els Orriols de València, on només podrà estar sis setmanes. L'estratègia del Servei Civil voluntari i fora de la jurisdicció militar qüestionava el servei obligatori a l'exèrcit. Davant la "Ley de Negativa al Servicio Militar" de 1973 que fixava penes de presó per als objectors, Justícia i Pau va presentar una proposta de Voluntariat per al desenvolupament signada per 250 joves disposats a fer-lo com a alternativa al servei militar.
És en aquest context que, davant la negativa del Govern, en una reunió a Montserrat entre Pepe Beúnza, Jesús Viñas, Martí Olivella i José Luís Lafuente, s'acorda que un grup de joves començarà, el setembre de 1975, un Servei Civil autogestionat al barri de Can Serra de l'Hospitalet de Llobregat, on vivia Martí Olivella, en aquells moments amb greus carències en infraestructures i serveis socials. El primer grup d'objectors que ja s'havien d'incorporar de forma immediata està format per 5 firmants de la proposta de voluntariat:
- Ovidio Bustillo, ex-seminarista de Palencia
- Vicente Amurgos, ex-seminarista andalús
- Jesús Viñas, mestre català
- Guillermo Luis Cereceda, estudiant madrileny
- José Diez Faixat, asturià

Als quals s'afegiran:
- Esteban Zabaleta, ex-seminarista basc
- José Antonio Monteserín, lleonès llicenciat en Filosofia i Lletres

El projecte de Can Serra incloïa tasques com atendre una llar d'infants, un casal d'estiu, la llar d'avis i una escola d'adults, així com fer tasques d'arranjament i rehabilitació de locals comunitaris del barri.

## Declaració pública de 1975
La nit del 24 de desembre, la nit de Nadal, de 1975, quan portaven més de 3 mesos de projecte els primers 5 objectors de Can Serra van presentar públicament en moltes esglésies el manifest "Un camí per la pau: manifest dels objectors de consciència". on exposaven les tasques que estaven realitzant al barri, la seva voluntat de seguir-hi treballant durant dos anys, així com els motius per no incorporar-se a files. La importància d'aquesta declaració conjunta pel futur moviment d'objecció de consciència és que per primer cop es presenta un cas col·lectiu en lloc d'un cas individual El grup manifestava ser conscient que estava fent un acte de desobediència a la llei i que, per aquest motiu podien ser empresonats. La seva objecció al servei militar és marcadament noviolenta, pacifista i d'oposició a l'exèrcit i a les armes.

## Empresonament
Els 7 primers objectors de Can Serra foren efectivament detinguts per la Guàrdia Civil i empresonats al Castell de Sant Ferran a Figueres just a la vigília de la manifestació del 7 de febrer convocada per l'Assemblea de Catalunya. Això desencadena una campanya de suport per part dels grups pacifistes però també de les organitzacions veïnals amb les que s'havien vinculat a través del servei civil. També nous joves es declaren objectors i es creen serveis civils autogestionats a Bilbao, Madrid, Málaga, Tarragona i Vic. Nous objectors, entre els quals Martí Olivella i Francesc Riera, fan pública la seva incorporació prèvia al projecte de Can Serra.

## Indult i Reial Decret
L'any 1976 els objectors de consciència són inclosos a l'indult parcial de 30 de juny als presos polítics. El Govern d'Adolfo Suárez promulga el 23 de desembre del mateix any un Reial Decret que regula l'objecció de consciència només per motius religiosos i preveu un servei cívic però sota jurisdicció militar. Aquest decret serà refusat per 75 objectors que crearan el Moviment d'Objecció de Consciència (MOC) i que seran detinguts o s'entregaran de forma coordinada el 5 de maig de 1977.
Un nou grup de 5 objectors que també feien servei social autogestionat a Can Serra publiquen un manifest on declaren que l'indult no resol el problema, ja que els nous objectors seguiran sent empresonats. Amb 6 nous objectors seran 11 que forçaran la seva detenció, ocupant la Caixa de Reclutes, el 5 de maig de 1977. Després d'una setmana retinguts a la Caserna d'Intendència (darrere el Parc de la Ciutadella) van ser empresonats al Castell de Sant Ferran.
L'11 i el 12 de juny una marxa de 100 persones anirà fins al Castell de Figueres per reclamar la llibertat dels objectors (n'hi havia 11 presos al castell). Sortiran amb la segona amnistia, el 10 d'octubre de 1977.

## Llei d'Amnistia, la incorporació ajornada i la prestació social
La llei d'amnistia de 17 d'octubre de 1977 que alliberava els presos polítics i donava impunitat als crims de la dictadura, també va alliberar a 220 objectors de consciència, entre ells els dels grups de Can Serra. Però els nous objectors, segons la llei vigent, podien ser empresonats. Això fa que Gutíerrez Mellado, ministre de defensa, dicti una ordre interna per la qual queda indefinidament ajornada la incorporació a files dels nous objectors al servei militar. Això portarà a l'acumulació d'objectors durant la dècada dels vuitanta que no es resoldrà amb la llei d'objecció de consciència de 1984, fins al reglament de Prestació Social Substitutòria (PSS) de 1988 que es proclama amb prop de cent mil objectors "acumulats". A partir d'aquell any mentre una part dels objectors és passat a la reserva, una altra part s'incorpora a la PSS i comença a créixer el nombre d'insubmisos que es neguen a fer un servei substitutori i a qualsevol altra forma de conscripció. Aquest nombre anirà augmentant fins prop de vint mil insubmisos i prop d'un milió d'objectors en el moment de l'abolició del servei militar el 2001. En el període entre el reglament de la PSS i l'abolició del servei militar 1.670 objectors hauran estat empresonats.